# Masada (John Zorn)

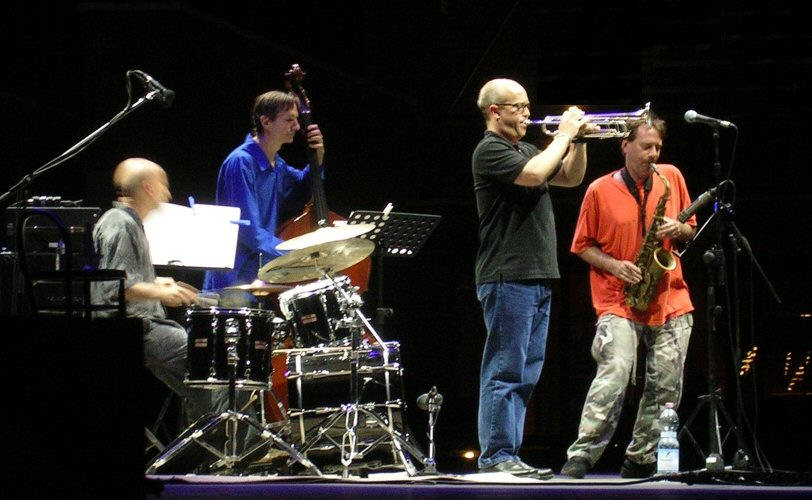
Pierwotny skład Masady: Joey Baron, Greg Cohen, Dave Douglas i John Zorn.

Masada – nazwa zbiorcza cyklu projektów Johna Zorna, opartych na jego kompozycjach zebranych w trzech tzw. songbooks (pierwotny Masada Songbook, Masada Book Two: The Book of Angels oraz Masada Book Three: The Book Beriah). Cechą wspólną tych kompozycji jest specyficzne połączenie elementów muzyki żydowskiej z jazzem (zwłaszcza inspirowanym free jazzem Ornette’a Colemana), a później również rockiem.
Uważa się, że idea Masady krystalizowała się we wcześniejszym projekcie Radical Jewish Culture oraz podczas powstawania wydanego w 1993 roku albumu Zorna pt. Kristallnacht. W przeciągu 4 lat Zorn skomponował 205 utworów zawartych w pierwszym Masada Songbook, z czasem ich liczba wzrosła do 613 utworów zawartych w 3 songbookach. Ich tytuły pochodzą z języków aramejskiego oraz hebrajskiego, a okładki płyt wydanych w ramach projektu Masada były opatrzone symbolami kultury i religii żydowskiej.
Pierwotny skład zespołu Masada to John Zorn (saksofon altowy), Dave Douglas (trąbka), Joey Baron (perkusja) i Greg Cohen (kontrabas), kwartet wzorowany na kwartecie Ornette’a Colemana. Późniejsze nagrania miały jednak miejsce przy udziale innych artystów związanych z nowojorską sceną Downtown i pod innymi nazwami, m.in. Masada String Trio, Electric Masada i Bar Kokhba. W nagraniach z serii Masada brali udział m.in. Pat Metheny, Marc Ribot, Secret Chiefs 3, Cracow Klezmer Band, Medeski, Martin & Wood.

## Spokrewnione projekty

### Masada String Trio
Masada String Trio to Mark Feldman (skrzypce), Erik Friedlander (wiolonczela) oraz Greg Cohen (kontrabas). Podobnie do Bar Kokhba Sextet, będącego rozszerzeniem tej grupy, Masada String Trio gra kompozycje Masada Songbook w wersji kameralnej.

### Electric Masada
Electric Masada to zespół tłumaczący kompozycje Zorna na język fusion, łączący jazz z elementami muzyki rockowej. Jego pozostali członkowie to Jamie Saft (Fender Rhodes), Ikue Mori (elektronika), Marc Ribot (gitara), Kenny Wollesen (perkusja), Joey Baron (perkusja) oraz Cyro Baptista (perkusjonalia).

### Bar Kokhba
Bar Kokhba prezentuje adaptacje utworów z Masada Songbook w wersji kameralnej. Zespół pierwotnie składał się z Marka Ribota, Erika Friedlandera, Anthony’ego Colemana oraz Johna Medeskiego. Później w nagraniach pod tą nazwą uczestniczyli również Mark Feldman, Greg Cohen, Joey Baron oraz Cyro Baptista. Bar Kokhba Sextet jest rozszerzeniem Masada String Trio.

### 10th Anniversary
Z okazji dziesięciolecia istnienia projektu Masada Songbook ukazało się pięć jubileuszowych albumów, w których grupa muzyków-przyjaciół Johna Zorna wykonuje jego kompozycje w różnych stylistykach: punk, noise, folk, muzyka poważna i jazz. Na płytach występują m.in. Bill Frisell, Marc Ribot, The Cracow Klezmer Band, Medeski, Martin & Wood i Mike Patton.

## Book of Angels
Masada Songbook Two – The Book of Angels to drugi zbiór kompozycji Zorna, powstały w 2004 roku. Obejmuje on 316 utworów, które są stopniowo nagrywane przez różnych wykonawców, w tym m.in. przez Marka Ribota, Pata Metheny’ego czy Medeski, Martin & Wood. Zorn miał skomponować ten zbiór w zaledwie 3 miesiące.

## Book Beriah
Masada Book Three: The Book Beriah to trzeci i ostatni zbiór kompozycji z serii Masada. Zorn skomponował je w 2009 roku, lecz dopiero w marcu 2014 zostały po raz pierwszy zaprezentowane publiczności. Zbiór obejmuje 92 utwory – tym samym 3 songbooki Masada składają się w sumie 613 utworów, która to liczba odpowiada liczbie zawartych w Torze przykazań dobrego życia.